# Jean-Louis Benae
Jean-Louis Benae, est un  neurochirurgien d'origine camerounais exerçant aux États-Unis.

## Biographie
Jean-Louis Benae est un neurochirurgien d'origine camerounaise,.
En 2019, il est élu meilleur neurochirurgien à Dallas. Il est spécialiste du cerveau et de la colonne vertébrale.

### Enfance et formation
Jean-Louis Benae est né au Cameroun et a grandi à Paris avant d'aller aux États-Unis à l'âge de 20 ans pour étudier à l'Université de Californie à Los Angeles. Il obtient un diplôme en sciences physiologiques et poursuit ses études à la faculté de médecine David Geffen de l'UCLA, où il obtient son doctorat de médecine. Il se spécialise en neurosciences et obtient une bourse de recherche en neurotraumatologie au UCLA Brain Injury Research Center avant de commencer une formation de spécialiste en neurochirurgie dans les hôpitaux affiliés au Medical College of Wisconsin à Milwaukee.

### L’association Brain Project Africa (BPA)
L'objectif est de fournir gratuitement des opérations complètes du cerveau et de la colonne vertébrale, ainsi que des soins d'autres spécialités médicales à ceux qui n'auraient pas accès à de tels traitements en Afrique. 